# Куликовичівська сільська рада
| Куликовичівська сільська рада — орган місцевого самоврядування у Маневицькому районі Волинської області з адміністративним центром у с. Куликовичі. Історична дата утворення: в 1944 році. Водоймища на території, підпорядкованій даній раді: річка Стир. Сільській раді підпорядковані населені пункти: - с. Куликовичі |

## Склад ради
Рада складається з 12 депутатів та голови.

### Керівний склад ради
| ПІБ                           | Основні відомості                                                                                                 | Дата обрання | Дата звільнення |
| ----------------------------- | --- | ------------ | --------------- |
| Саржан Микола Іванович        | Сільський голова, 1963 року народження, освіта, безпартійний                                                      | 26.03.2006   | 31.10.2010      |
| Шеремет Анатолій Свиридонович | Сільський голова, 1958 року народження, освіта середня спеціальна, член Партії промисловців і підприємців України | 31.10.2010   |                 |

Примітка: таблиця складена за даними джерела

## Населення
Згідно з переписом УРСР 1989 року чисельність наявного населення сільської ради становила 833 особи, з яких 410 чоловіків та 423 жінки.
За переписом населення України 2001 року в сільській раді мешкало 814 осіб.

### Мова
Розподіл населення за рідною мовою за даними перепису 2001 року:
| Мова       | Відсоток |
| ---------- | -------- |
| українська | 99,63 %  |
| російська  | 0,24 %   |